# Майк Г'юз (веслувальник)
Майк Г'юз (англ. Mike Hughes, 7 серпня 1959) — канадський академічний веслувальник.
Бронзовий призер Олімпійських Ігор 1984 року в складі парної четвірки.